# لغة مصرية وسطى

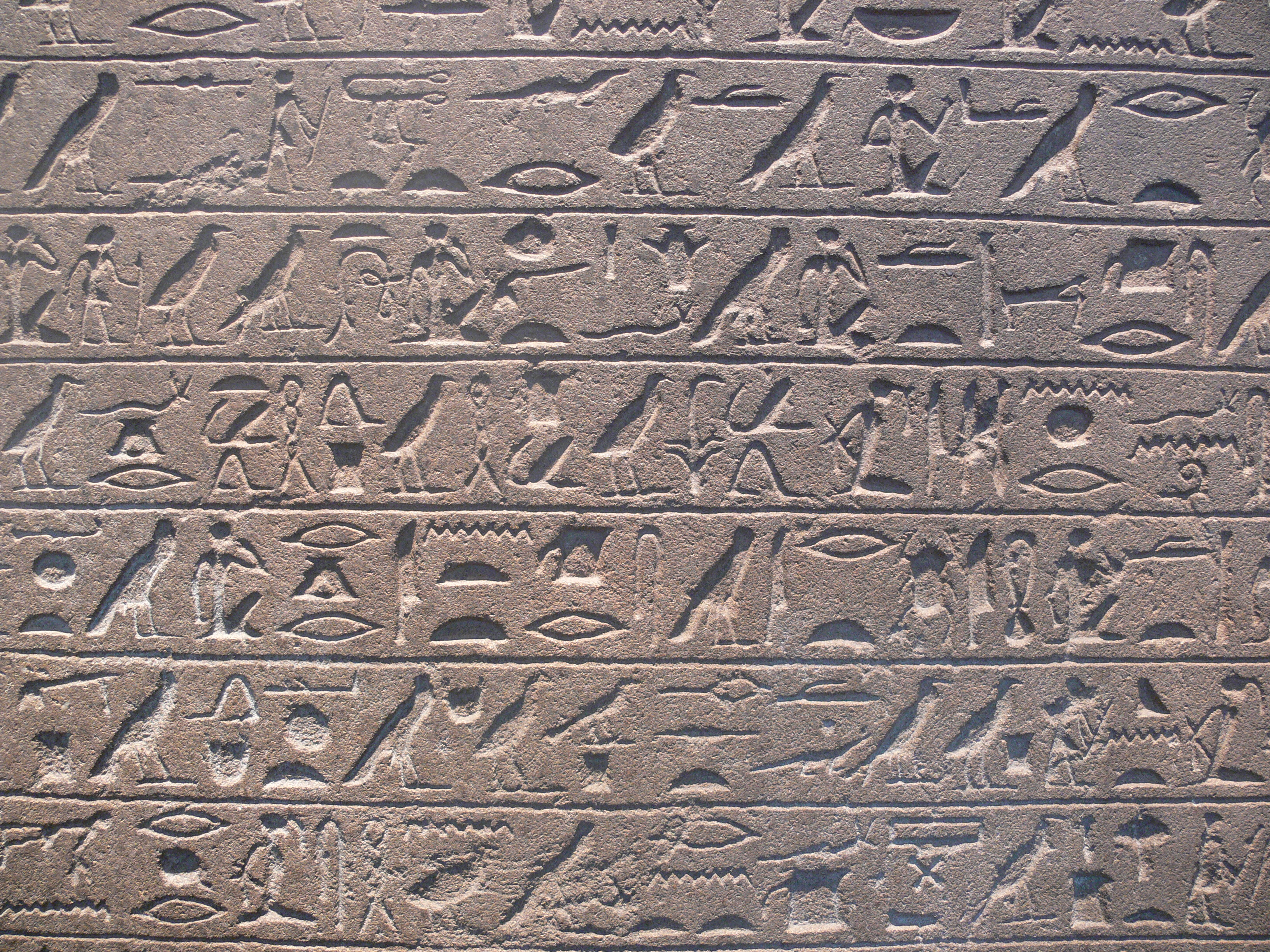

 اللغة المصرية الوسطى  هي الشكل النموذجي للغة المصرية المكتوبة بين عامي 2000 ق. م إلى 1300 ق.م. ورغم تطورها إلى اللغة المصرية الحديثة في القرن الرابع عشر ق.م، إلا أنها ظلت تستخدم كلغة قياسية للأدب حتى القرن الرابع الميلادي.
بالرغم من أن معظم آثار اللغة المصرية الوسطى، كتبت بالهيروغليفية، إلا أنها كتبت أيضًا بالهيراطيقية. لذا، فإن الكثيرين يطلقون على الكتابات المصرية القديمة عن طريق الخطأ، أنها «هيروغليفية».
ينسب الفضل في فهم اللغة المصرية الوسطى إلى عالم المصريات أدولف إيرمان ومدرسته في برلين. نشر إيرمان أول كتاب عن «النحو في اللغة المصرية الوسطى» في عام 1894، ثم طوّره آلان جاردنر في عام 1927. منذ منتصف القرن العشرين، اعتقد علماء المصريات أن فهمهم للغة المصرية الوسطى قد اكتمل، وبدأ في التركيز على اللغة المصرية القديمة. لكن كتابًا لهانز جاكوب بولوتسكي أصدره عام 1944، وأطلق فيه نظريته القياسية، أحيا المناقشات حول «النحو في اللغة المصرية الوسطى».